# Klen Na konci světa
Klen Na konci světa je památný strom javor (Tilia platyphyllos) s pravidelnou a hustě zavětvenou korunou, který se nachází na území obce Stříbrná v okrese Sokolov v Karlovarském kraji. Strom roste u lesní cesty v údolí mezi Špičákem (991 m n. m.) a Bukovcem (901 m n. m.), asi 100 m před jeho ústím do Rájeckého údolí. Kmen v minulosti masivně porůstal vzácný epifytický lišejník provazovka (Usnea filipendula), ten však v posledních letech ze spodní části kmene mizí. Koruna stromu sahá do výšky 29 m, obvod kmene měří 255 cm (měření 2005). Strom je chráněn od roku 2002 pro svůj výrazný růst, strom významný biologicky (z více hledisek), významný ekologicky.
Strom je zároveň uveden na seznamu významných stromů Lesů České republiky.

## Stromy v okolí
- Jedle pod skálou v Nancy
- Klen v Nancy
- Modřín u Stříbrného potoka